# 大原桃子
大原 桃子（おおはら ももこ、1988年3月12日 - ）は、日本の元女性声優。2016年10月31日までマウスプロモーションに所属していた。神奈川県出身。

## 来歴
学生時代は、自分が会社で働くイメージが湧かずにいたため、ラジオを聴いて興味を持っていた職業としての声優に挑戦することになった。
当時、好きな声優が歌手としても活躍していたこともあり、「声優になればアニメの主題歌など色々な仕事が出来るかもしれない！」と思い、専門学校に履歴書を送った。
2006年8月に開催されたAniplex presents Super Voice Auditionの合格者。2008年1月よりボイス&ハートからマウスプロモーションに移籍。
声優業界に入ってからは、「とりあえず声優を10年やってみよう」、「20代前半は好きなことやろう!」という感じでその先のことは特に考えてなかった。
声優としての活動後、仕事が途切れたことで、「もうこのまま次の仕事は無いのでは?」と転職を視野に入れるようになった。結婚をゴールと考えてるわけでもないため、「この先一人で生きていくにはどうすればいいんだろう……」、「ちゃんと働かなきゃ……」と考えていた。
アルバイトもサービス業しか経験がなく、一般的な会社員としてのキャリアが自分にはないため、求人サイトを見たり就職について調べていたところ、「未経験女性が雇ってもらえるのは27歳くらいが限度だな」と思った。その時に「30歳を過ぎたらもう就職できなくなってしまうんじゃないか」と怖くなり、自分が28歳になる事をきっかけに転職活動を始める。2016年10月31日に自身のブログを更新し、所属事務所のマウスプロモーションを離れることと、声優業の引退を発表した。また年内にブログやTwitterなどをすべて消去することも明かしている。
引退後、声優時代も、アフレコはあくまでも「アニメ制作の一部」だと考えており、他にもアニメに携わる方法はあり、「とにかく自分が働きたいと思える会社に応募してみよう」と思い、アニメ関係の企業を3社受ける。
就職経験もなく、当初は履歴書や職務経歴書の書き方もよくわからず2社は書類選考で落選。3社目のサンライズで面接に辿り着き採用されたという。採用後、サンライズに転職し、ガンダム関連の公式WEBサイトの運営に携わっている。

## 人物
趣味・特技は動物の観察、ギター。

## 後任
大原の引退後、持ち役を引き継いだ人物は以下の通り。
| 後任     | 役名   | 該当作品                           | 後任の初担当作品                    |
| -------- | ------ | ---------------------------------- | ----------------------------------- |
| 杉山里穂 | タルア | 『CONCEPTION』                     | テレビアニメ版                      |
| 村中知   | 魔威太 | 『LORD of VERMILION Re:3』         | 『ロード オブ ヴァーミリオンIV』    |
| 佐藤聡美 | ナーガ | 『ファイアーエムブレム 覚醒』      | 『ファイアーエムブレム ヒーローズ』 |
| 青木志貴 | クリス | 「ザ・キング・オブ・ファイターズ」 | 『THE KING OF FIGHTERS ALLSTAR』    |
| 青木志貴 | オロチ | 「ザ・キング・オブ・ファイターズ」 | 『THE KING OF FIGHTERS ALLSTAR』    |
| 山崎るい | クリス | 「ザ・キング・オブ・ファイターズ」 | 『THE KING OF FIGHTERS XV』         |
| 濱口綾乃 | マルコ | 『おさるのジョージ』               | 初担当時期不明                      |

## 出演
太字はメインキャラクター。

### テレビアニメ
2007年
- スイスイ!フィジー!（ぷっくらさん、トゲトゲくん）
- みなみけ（ユウ、シュウイチ、二宮、女子生徒A）

2008年
- みなみけ〜おかわり〜（ユウ、シュウイチ、中学女子）

2009年
- かなめも（直ちゃん）
- ジュエルペット（朝岡哲也、朝岡ひろし、女子生徒委員、親衛隊）
- みなみけ おかえり（シュウイチ、ユウ）

2010年
- 銀魂（結野晴明〈幼少時代〉）
- 黒執事II（少年）
- ジュエルペット てぃんくる☆（ニコラ、女子生徒、女子A）
- デュラララ!!（平和島静雄〈幼少時代〉）
- 花咲ける青少年（クインザ〈幼少時代〉）
- ひめチェン!おとぎちっくアイドル リルぷりっ（大江戸南太）
- みつどもえ（宮下、ガチピンク / 春菜桃子）

2011年
- 大人女子のアニメタイム「川面を滑る風」
- クロスファイト ビーダマン（2011年 - 2012年、龍ヶ崎カケル）
- Fate/Zero（男の子）
- みつどもえ 増量中!（宮下、ガチピンク）
- レベルE（百地治）

2012年
- キングダム（呉慶〈少年時代〉）
- GON -ゴン-（ニッチー、プレイリードッグ1、マミ、母象、ウサギ1）
- ジュエルペット きら☆デコッ!（動物）
- ポケットモンスター ベストウイッシュ シーズン2（バージルのグレイシア、ウルティモ）

2013年
- クロスファイト ビーダマンeS（龍ヶ崎カケル）
- げんしけん 二代目（高坂真琴）
- みなみけ ただいま（シュウイチ、二宮くん、女生徒）

2014年
- ポケットモンスター XY（ケン）

2016年
- NARUTO -ナルト- 疾風伝（大筒木アシュラ）

### OVA
- コープスパーティー Missing Footage（2012年、辻時子）※付録・非売品OAD
- コープスパーティー Tortured Souls -暴虐された魂の呪叫-（2013年、辻時子）ODS先行上映
- 悪魔のお仕事（2014年、アリファス・レヴィ）[14]

### ゲーム
2008年
- CHAOS;HEAD
- タツノコ VS. CAPCOM CROSS GENERATION OF HEROES

2009年
- 剣と魔法と学園モノ。2（クラッズ・男）
- サモンナイトX 〜Tears Crown〜
- ダン←ダム（サヤノ）
- FINAL FANTASY CRYSTAL CHRONICLES Echoes of Time（フェルプル）

2010年
- コープスパーティー ブラッドカバー リピーティッドフィアー（辻時子、篠原悠、刻命春奈）

2011年
- コープスパーティー Book of Shadows（辻時子、篠原悠、刻命春奈）
- 侍道4
- 戦律のストラタス（有島杏）

2012年
- コープスパーティー -THE ANTHOLOGY- サチコの恋愛遊戯♥Hysteric Birthday 2U（辻時子）
- CONCEPTION 俺の子供を産んでくれ!（タルア）
- シェルノサージュ〜失われた星へ捧ぐ詩〜（ター坊）
- ファイアーエムブレム 覚醒（ソワレ、ナーガ）
- ルートダブル -Before Crime * After Days-

2015年
- 車なごコレクション（スイフト、300、NV350キャラバン、e-NV200）
- LORD of VERMILION Re:3（魔威太）

2016年
- 真・女神転生IV FINAL

2017年
- ファイアーエムブレム ヒーローズ（ソワレ）
- THE KING OF FIGHTERS: WORLD（クリス、オロチ）

### ラジオ
- リリアード音楽学院（2012年8月8日 - 12月26日）[20][21]

### ドラマCD
- JIHAI〜磁海〜 シリーズ（アオイ少年時代）
  - JIHAI〜磁海〜
  - JIHAI〜磁海〜 Second Code
- セブンデイズ
- 東海道HISAME〜陽炎〜（草太）
- 姫君の輿入れ
- マジナ! Voice-MIX〜ソーダライト〜

### モーションコミック
- それでも町は廻っている（2013年、紺双葉）

### 吹き替え

#### 映画
- 最低で最高のサリー（ゾーイ）
- ザ・ホスト 美しき侵略者（ジェイミー〈チャンドラー・カンタベリー〉）
- MUD -マッド-（エリス〈タイ・シェリダン〉）

#### ドラマ
- iCarly
- イタズラなkissII 惡作劇2吻
- エグザイル 戦慄の絆（英語版）
- コールドケース4（幼いジョニー） #19
- ドリームハイ2 （ナナ〈ヒョリン（SISTAR）〉）
- ミディアム7 最終章
- 恋愛兵法

#### アニメ
- おさるのジョージ（マルコ〈初代〉）

### ボイスオーバー
- 地球ドラマチック 『クワイアボーイズ・前編 カッコ悪くて歌えるか!』

## ディスコグラフィ

### キャラクターソング
| 発売日  | 商品名                                     | 歌                                         | 楽曲                                           | 備考                                                     |
| 2008年  | 2008年                                     | 2008年                                     | 2008年                                         | 2008年                                                   |
| ------- | ------------------------------------------ | ------------------------------------------ | ---------------------------------------------- | -------------------------------------------------------- |
| 4月23日 | みなみけ びより                            | 先生（浅沼晋太郎）と二宮くん（大原桃子）   | 「二人の輪舞よ永遠に〜ザ・愛と情熱のロンド〜」 | テレビアニメ『みなみけ』・『みなみけ〜おかわり〜』関連曲 |
| 2009年  |                                            |                                            |                                                |                                                          |
| 7月23日 | みなみけ きゃらくたーそんぐ べすとあるばむ | マコト（森永理科）、シュウイチ（大原桃子） | 「まかせてティーチャー」                       | テレビアニメ『みなみけ』関連曲                           |
| 2011年  |                                            |                                            |                                                |                                                          |
| 4月6日  | みつどもべすと                             | 宮下（大原桃子）                           | 「ウザイカ」                                   | テレビアニメ『みつどもえ』関連曲                         |
| 2013年  |                                            |                                            |                                                |                                                          |
| 4月24日 | みなみけのみなうた                         | シュウイチ（大原桃子）                     | 「プレーンな毎日」                             | テレビアニメ『みなみけ ただいま』関連曲                  |